# دی‌اف‌اس-۳۹
دی‌اف‌اس-۳۹ (به انگلیسی: Lippisch_Delta_IV) یک هواگرد ملخ‌پیشین تک‌موتوره از نوع Experimental ساخت شرکت Deutsche Forschungsanstalt für Segelflug است.
طراح این هواگرد، Alexander Lippisch بود.